# 괴산 각연사 통일대사탑
괴산 각연사 통일대사탑(槐山 覺淵寺 通一大師塔)은 충청북도 괴산군 칠성면, 각연사에 있는 고려시대의 승탑이다. 2003년 3월 14일 대한민국의 보물 제1370호로 지정되었다. 각연사 통일대사탑은 각부의 조각 수법이 우수할 뿐만 아니라 무너져 있던 것을 복원했음에도 불구하고 각 부를 구성하는 부재 또한 완전하다. 뿐만 아니라 통일신라시대에 확립된 팔각원당형 석조탑의 양식을 충실히 계승하고 있으며 양식적으로 고려 전기 석조탑의 수법을 보여주고 있다.

## 역사
각연사는 칠보산 남쪽 기슭에 위치하고 있다. 사찰로부터 동남쪽 약 1km 지점에 통일대사탑비가 있고, 이로부터 동남쪽에 있는 보개산 주봉을 향해 약 30분 정도 올라가면 중봉의 능선상에 탑이 건립되어 있다. 탑은 본래 무너져 있던 것이 1965년 발견되었고, 흩어진 부재를 모으고, 찾아내어 1982년 6월에서 7월 12일에 걸쳐 괴산군에 의해 복원되어 현재에 이르고 있다.
통일대사탑비는 958년-960년(고려 광종 9년8월 -11년3월) 사이에 건립되었고, 이 탑의 주인공이 통일대사임이 입증된 점으로 보아 탑비와 같은 시기에 건립된 것으로 추정된다. 현존하는 절대 다수의 석조탑은 사찰의 한쪽 한적한 곳에 자리하고 있고, 탑비 역시 인근에 위치하는 것이 통식이다. 그런데 이 탑은 탑비와 멀리 떨어진 산 중턱에 건립되어 있어 위치상의 색다른 면을 보이고 있다. 더욱이 탑이 있는 곳에서는 사찰로 들어오는 진입로뿐만 아니라 각연사까지 조망되고 있어 다른 탑과는 확연히 다른 입지(立地)를 택하고 있다. 이같이 탑의 위치를 탑비와 멀리 떨어진 산 중턱에 건립한 예는 쌍계사 승탑, 보현사 낭원대사탑, 봉암사 정진대사탑 등 소수의 예에서만 볼 수 있다. 따라서 주변 및 사찰을 조망하기에 좋은 지점에 탑을 건립함은 9세기 이래 산천비보사상에 의해 산 정상부에 석탑을 건립하는 것과 같은 사상적 배경을 지녔다고 할 수 있다.

## 형태
탑은 기단부·탑신부·상륜부를 구비한 전형적인 팔각원당형 석조탑으로 전체 높이는 2.3m이다. 기단부는 지대석·하대석·중대석·상대석으로 구성되었는데, 전체 부재는 완전하다. 지대석과 하대 하단석은 1석으로 조성되었다. 지대석에는 아무런 조식이 없고, 하단석의 측면에는 좌·우각 4괄호형인 안상을 1구씩 배치했다. 하대 상단석과 중대석 받침 역시 1석으로 조성되었다. 상단석에는 복엽16판의 복연이 조식되었는데, 8각의 각 면과 모서리에 각각 1구씩 배치하였다. 판단에는 귀꽃이 조식되었던 것으로 보이는데, 모두 파손되어 흔적만 남기고 있다. 상면에는 각형 1단의 받침 위에 굽형괴임대를 받침으로 삼아 중대석을 놓았다. 중대석은 1석으로 조성되었는데, 각 모서리에 우주만을 모각하였다. 상대석 역시 1석으로 조성되었는데, 하면에는 각형 3단의 받침을, 측면에는 단판 복엽 16판의 앙연을 배치했다. 연화문은 8면의 중앙과 모서리에 각각 8판씩 배치하여 하대 상단석과 같은 양식을 보이고 있다. 상면에는 낮은 각형 1단의 받침을 조출해 탑신부를 받고 있다.
탑신부는 탑신과 옥개석을 각각 1석으로 조성했다. 탑신석의 각 모서리에는 우주를 모각했고, 전·후면에는 이중의 선으로 장방형 액을 마련하고 내부에 문양을 새긴 문비형을 모각했다. 옥개석의 하면에는 각형 3단의 받침을 조출하고, 처마의 하면에는 각 모서리에 1판씩 나머지 면에 3판씩 모두 복엽 32판의 앙연을 조식했다. 낙수면의 경사가 급하고 처마는 두껍게 조성되었는데, 기왓골은 두툼하게 묘사되었다. 전각에는 귀꽃을 배치했는데, 현재 4개소는 결실되었고, 나머지 4면에는 접착제로 부착했다. 정상에는 단엽 16판의 연화문이 조식된 복련대(伏蓮帶)가 마련되었다. 상륜부는 모두 결실되어 노반만 남아있는데, 옥개석과 1석으로 조성되었다. 측면에는 단엽 16판의 앙연이 입상형(立狀形)으로 조식되었고 정상에는 찰주공이 남아있다.

## 같이 보기
- 각연사
- 괴산 각연사 통일대사탑비 - 보물 제1295호

## 참고 자료
- 괴산 각연사 통일대사탑 - 국가유산청 국가유산포털